# Francisco Olazar
Francisco Olazar (10 de juliol de 1885 - 21 de setembre de 1958) fou un futbolista argentí.

## Selecció de l'Argentina
Va formar part de l'equip argentí a la Copa del Món de 1930 com a entrenador. Fou jugador de Racing de Avellaneda.

## Palmarès
Racing Club
- Campionat argentí de futbol (8): 1913, 1914, 1915, 1916, 1917, 1918, 1919, 1921